# 达米安·布朗
达米安·布朗（英語：Damian Brown，1970年3月20日—），澳大利亚男子举重运动员。他曾代表澳大利亚参加1990年、1994年、1998年和2002年英联邦运动会举重比赛，获得四枚金牌、一枚银牌和三枚铜牌。